# 猥副獅子魚
猥副獅子鱼，为輻鰭魚綱鮋形目杜父魚亞目狮子鱼科的其中一種。分布於不列顛島西部海域，屬深海底棲性魚類，棲息在水深250至1150公尺的海域，生活習性不明。